# Pieve di San Donnino (Villamagna)
La pieve di San Donnino si trova a Villamagna, frazione di Bagno a Ripoli in provincia di Firenze.

## Storia
Fu fondata nell'VIII secolo e ricostruita in età romanica. La prima testimonianza documentaria risale al 27 febbraio 1067 in occasione della donazione della corte e del castello di Villamagna al monastero di San Pier Maggiore.
Alla metà del XIII secolo la situazione economica della pieve era modesta (era tassata per sole 13 lire nel 1276) ma nonostante ciò presso la pieve risiedeva un capitolo di sacerdoti che aveva il compito di amministrare le 5 chiese suffraganee.
Nel XIV secolo la chiesa fu rinnovata e nel 1394 Mariotto di Nardo fu incaricato della realizzazione di un polittico. Nel XV secolo l'interno della chiesa fu arricchito con la realizzazione di un altare dedicato a San Michele.
Il patronato della chiesa spettava ai parrocchiani i quali nel 1640 fecero costruire la cappella della Compagnia di San Donnino e furono realizzati dei restauri che interessarono principalmente la facciata.

Nel 1786 la cappella della compagnia risulta profanata. Nel 1842 venne acquistato un nuovo organo e nel 1871 vennero coperti con intonaco bianco due affreschi raffiguranti Santo Stefano e San Gherardo posti sui pilastri dell'ultimo arco della navata destra. Tali pilastri furono poi riscoperti e consolidati nel 1891. La chiesa subì dei danni in occasione del terremoto del 1895: 
Nel 1930 la chiesa fu riportata alle forme romaniche grazie ad un restauro guidato dall'ingegnere Attilio Rampoldi e dopo la seconda guerra mondiale venne consolidata dall'architetto Guido Morozzi.

## Descrizione
La chiesa sorge al centro del vasto complesso plebano di Villamagna e consiste in una piccola basilica a tre navate conclusa con abside circolare e dotata di torre campanaria. La struttura della chiesa è databile all'XI secolo. Presenta un paramento murario esterno in bozze di calcare alberese disposte a filaretto con abbondanti letti di posa, ora stuccati a cemento.

### Esterno

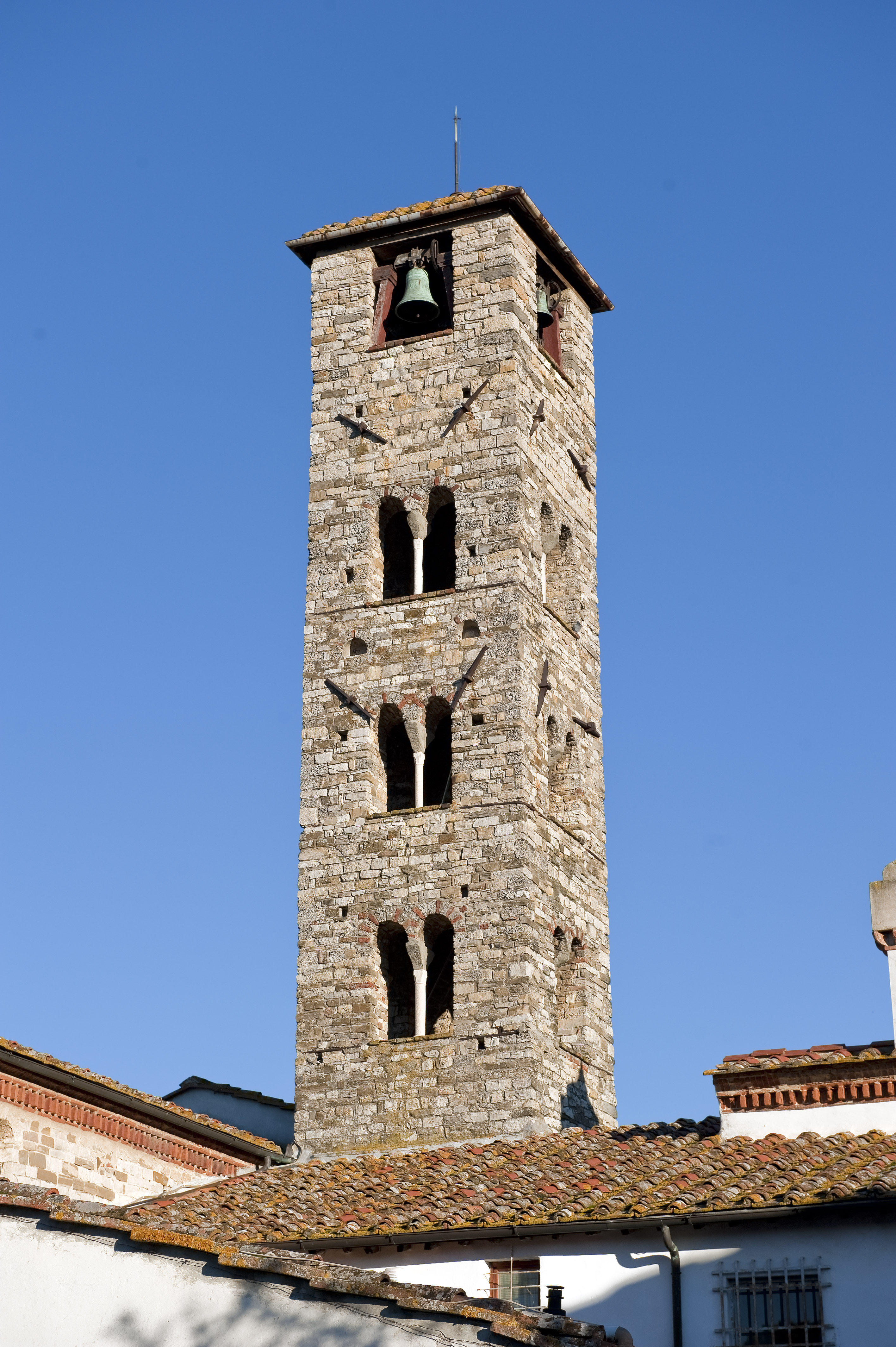
Campanile

La facciata a salienti mostra all'esterno la divisione spaziale dell'interno. Al culmine è coronata da una cornice in cotto che la unisca al complesso della canonica posto a meridione.
Al centro si apre il portale che come l'occhio sovrastante è frutto del restauro novecentesco. Le fiancate sono entrambe nascoste dagli edifici adiacenti ma il claristorio è visibile ed è aperto da una serie di monofore.
La tribuna, molto bella, è caratterizzata dal volume dell'abside nella cui superficie si apre una finestra, forse in sostituzione di una monofora, inquadrata da due lesene che fanno da sostegno ad una cornice composta da arcatelle pensili in calcare. Tra il volume dell'abside e il culmine del tetto si apriva un tempo una monofora a doppio strombo, oggi tamponata.
Sulla destra si trova il campanile a torre. Presenta una pianta quadrata ed è suddiviso in sei piani, l'ultimo dei quali realizzato dopo la seconda guerra mondiale. Nel fusto della torre ci sono poche aperture ma bella è la monofora con ghiera bicroma; i piani superiori sono aperti da ampie bifore divise da colonnine in marmo e profondi pulvini.

### Interno
L'interno, a tre navate spartite da sei archeggiature a tutto sesto poggianti su pilastri quadrilateri, è abbastanza spoglio ma misurato nei rapporti
La quarta e quinta campata di destra sono decorate da affreschi quattrocenteschi. Al posto dell'ultima campate di destra si trova la base del campanile al quale si accede attraverso un portale con archivolto e ghiera in pietra e cotto alternati.
È ricchissima di opere d'arte. Nella navata destra si trova una tavola con riprodotta la Madonna col Bambino in Trono e due Santi opera di un ignoto pittore fiorentino dei primi del XVI secolo, una tela del tardo XVII secolo raffigurante San Domenico e Santa Caterina in adorazione e un bassorilievo con la Madonna col Bambino, opera di Lazzaro Cavalcanti detto il Buggiano. A Metà della navata si trova il trittico di Mariotto di Nardo del 1394. Nella testata della navata di destra si trovano un organo opera della ditta Agati e alcuni affreschi attribuiti al Maestro di Signa: tali affreschi raffigurano un piccolo ciclo in cui sono riconoscibili tracce della Crocifissione con la Maddalena e San Donnino e un paliotto monocromo con raffigurata la Madonna e Santi.
Nel presbiterio, sotto l'altare maggiore si trova l'arca contenente il corpo del beato Gherardo da Villamagna mente sopra l'altare maggiore si trova un Crocifisso processionario.
Nella testata della navata sinistra si trova la tela raffigurante la Madonna con il Bambino, San Donnino e San Gherardo opera di Francesco Granacci commissionata presumibilmente dalla Confraternita dedicata a San Donnino annessa alla chiesa e forse eseguita intorno al 1530-1535. Alla metà circa della navata, sopra un altare, collocata dentro una cornice rinascimentale si trova la Madonna in trono con il Bambino e i santi Giovanni Battista, Nicola, Donnino e Sebastiano opera di David Ghirlandaio. Lo stesso altare è affrescato dal Maestro di Signa con scene raffiguranti il Presepe, Cristo in Pietà e Dio Padre e gli Evangelisti.
Sopra il fonte battesimale si trova una tavola con raffigurati San Giovanni Battista e Sant'Antonio Abate e San Francesco che riceve le stimmate, opera della metà del XIV secolo attribuita a Jacopo di Cione.

## Piviere di San Donnino a Villamagna
- chiesa di Santa Maria a Rignalla;
- chiesa di San Romolo di Villamagna;
- chiesa di Santa Maria a Remoluzzo;
- chiesa di San Michele a Compiobbi (trasferita dal piviere di Remole);
- oratorio del Beato Gherardo.